# Miguel Zorita Bayón
Miguel Zorita Bayón (nacido el 29 de agosto de 1985) es un artista y escritor español. Es conocido como creador de contenidos en distintas exposiciones y medios de comunicación.

## Reseña biográfica
Licenciado en Bellas Artes por la Universidad Complutense de Madrid, compagina su labor artística como pintor y escultor con la docencia y la colaboración en distintos medios de comunicación.
En 2008 publicó su primer libro Breve Historia del Siglo de Oro al que le han seguido otros seis ensayos de temática histórica. Alguno de ellos incluso trasladado al teatro como Martinico el duende de Mondéjar adaptado por Xoan López.
En 2015 fue guionista el documental El Torero dirigido por Jaime Garmayo, lo cual, junto con el libro Brea de Tajo, una historia contada entre todos le valió el título de cronista de esta villa madrileña.
Desde 2016 es dibujante arqueológico en el yacimiento arqueológico de Caraca, en este mismo proyecto arqueológico colaboró como ilustrador en la exposición Caraca, la ciudad resurgida y el libro La ciudad romana de Caraca, historia y territorio, escrito por Emilio Gamo Pazos y Javier Fernández Ortea.
También desde 2016 es redactor del periódico El Plural en la sección Regreso al Futuro, además de colaborador habitual en programas radiofónicos como Hoy por Hoy (Cadena Ser), Espacio en Blanco (Radio Nacional de España), Ser Historia (Cadena Ser). entre otros.
Ha colaborado en distintos documentales de temática histórica como Descubriendo el Quijote dirigido por Fran Fernández y Velázquez, el poder y el arte dirigido por José Manuel Gómez Vidal. A esto se le suma una serie de documentales sobre anécdotas de arte e historia que dispone en su canal de YouTube Zorituras.  y cuya serie Conocer Madrid, se emite actualmente en los medios de Air Europa.
En 2024 comenzó un ciclo de conferencias "El Reverso de la Historia" para el Ámbito Cultural de El Corte Inglés.

## Exposiciones
- 2024 – Sala de Exposiciones El Molino (Almonacid de Zorita)
- 2024 – Espacio Ronda (Madrid)
- 2022 – Sala de Exposiciones El Molino (Almonacid de Zorita)
- 2022 – Ayuntamiento de Alcobendas (Madrid)
- 2022 – Las brujas de la Alcarria (Pareja)
- 2019 – Caraca, la ciudad resurgida (Driebes)
- 2018 – Espacio Cultural Las Tablas (Madrid)
- 2014 – Galería Obrapía Fine Arts (Miami)
- 2009 – Sala de exposiciones del Nuevo Café Barbieri (Madrid)
- 2007 – Centro Cultural “Antonio Machado” (Madrid)
- 2006 – Ayuntamiento de Brea de Tajo (Brea de Tajo)
- 2004 – Centro Cultural “El Torito” (Madrid)
- 2003 – Centro Cultural “Juan Carlos I” (Brea de Tajo)
- 2003 – Centro Cultural “La estación” (Carabaña)
- 1998 – Ayuntamiento de Brea de Tajo (Brea de Tajo)

## Publicaciones
- Breve historia del Siglo de Oro. (2010, Ed. Nowtillus)
- Las reliquias. (2012, Ed. Booksedit)
- Brea de Tajo, una historia contada entre todos. (2015, Ed. Ayuntamiento de Brea de Tajo)
- Cervantes Madrid y el Quijote. (2016, Ed. La Librería)
- Martinico, el duende de Mondéjar. (2018, Ed. Ayuntamiento de Mondéjar)
- Secretos del Siglo de Oro. (2020, Ed. Amazon)
- Curiosa Filosofía. (2022, Ed. Amazon)

## Ilustraciones
- Hispania Incógnita. (2006, Ed. Aguilar)
- Cartoon compite de nuevo. (2019, Ed. Todolibro)
- Shava, el origen. (2019, Ed. Todolibro)
- El gran duelo. (2019, Ed. Todolibro)
- La garganta de los infiernos. (2019, Ed. Todolibro)
- Una larga excursión a caballo. (2019, Ed. Todolibro)
- ABC. Artículo: La epopeya del soldado español que descubrió Persépolis y fue ignorado durante siglos”.[12]
- Madrid Histórico.[13]
- La ciudad romana de Caraca: Historia y territorio. Ed. El Tercer Sello”
- Alcarria Bruja. Ed. AACHE”
- Brujas, sabias y malditas. Ed. Guante Blanco”
- Oficios mágicos y ocultos. Ed. Almuzara”

## Colaboraciones en medios de comunicación
Televisión
- -Buenos días Madrid: Ruta del siglo de Oro”  (Telemadrid)[14]
- -#2deMayo (Telemadrid)[15]
- -Cuenta la leyenda… (Telemadrid) .[16]
- -Ruta 179 (Telemadrid) .[17]

Prensa escrita
- -Madrid histórico
- -El Plural
- -Clío (revista)
- -Historia de Iberia Vieja

Radio
- -Colaborador en Queremos hablar (ABC Punto Radio)
- -Colaborador en Luces en la oscuridad (Radio 4G)
- -Colaborador en Madrid Misterioso (Onda Madrid)
- -Colaborador en Ser Historia (Cadena Ser)
- -Colaborador en Hoy por Hoy (Cadena Ser)
- -Colaborador en Espacio en Blanco (Radio Nacional de España)

Documentales
- -El Torero (Ayuntamiento de Brea de Tajo)
- -Descubriendo el Quijote.  (Producción de Doctravelmedia para CulturaFascinante)
- -Velázquez, el poder y el arte. (Producción de TALYCUAL)

## Conferencias
- -“Martinico, el duende de Mondéjar” Salón de actos del Palacio del Infantado, 2 de mayo de 2019.[18]
- -“Mensajes secretos en Velázquez”. Auditorio del Museo Lázaro Galdiano, 2 de noviembre de 2019.[19]
- -“Secretos del Siglo de Oro”. Casa de Medrano, Argamasilla de Alba. 9 de noviembre 2020[20]
- -“Influencia de los judeoconversos en el Siglo de Oro”. Centro Sefarad-Israel de Madrid. 19 de abril de 2022.